# نراد یونانی
نراد یونانی (نام علمی: Abies cephalonica) نام یک گونه از سردهٔ نراد است.